# 諾伯爾 (阿肯色州)
諾伯爾（英語：Knobel）是一個位於美國阿肯色州克萊縣的城市。

## 地理
諾伯爾的座標為36°19′10″N 90°36′06″W / 36.31944°N 90.60167°W，而該地的平均海拔高度為85米（即279英尺）。

## 人口
根據2020年美國人口普查的數據，諾伯爾的面積為1.09平方千米，當中陸地面積為1.09平方千米，而水域面積為0.00平方千米。當地共有人口147人，而人口密度為每平方千米134人。